# Psammitis seserlig
Psammitis seserlig is een spinnensoort uit de familie van de krabspinnen (Thomisidae).
De wetenschappelijke naam van de soort werd in 1994 als Xysticus seserlig gepubliceerd door Dmitri Viktorovich Logunov & Joeri Michailovitsj Maroesik.